# TVE Internacional
TVE Internacional est une chaîne de télévision espagnole. Lancée le 1er décembre 1990, elle dépend de la corporation de service public RTVE.
Créée dans le but de rassembler les communautés espagnoles vivant en dehors du territoire national, elle est également une vitrine pour tous ceux qui s'intéressent à la culture espagnole.

## Programmation
Sa grille des programmes est en grande partie basée sur les deux chaînes de télévision nationales La 1 et La 2, dont elle reprend la plupart des émissions en direct ou en différé. TVE Internacional est membre de l'union européenne de radio-télévision (UER) et de l'organisation des télévisions ibéroamericaines (OTI).
Le canal international de la télévision espagnole diffuse ainsi des bulletins d'information (dont les quatre éditions du journal télévisé en direct et quelques bulletins issus de Canal 24 horas), des dessins animés, des séries, des magazines, des retransmissions sportives et des variétés. Le week-end, la chaîne diffuse également des films espagnols ou latino-américains et des émissions religieuses.
Les grands événements sont généralement repris en direct, qu'ils soient politiques (élections), culturels (fêtes de San Fermín) ou religieux (processions de la semaine sainte).

## Identité visuelle

### Logos

Ancien logo de TVE Internacional de 2002 à 2008
Logo depuis 2008

## Description
TVE Internacional est diffusée dans le monde entier. La chaîne se décline en trois versions (Europe/Afrique, Amérique et Asie/Pacifique) dont la programmation est adaptée en fonction du décalage horaire. Ses trois déclinaisons peuvent être reçues directement par satellite (réception directe) ou par l'intermédiaire de câblo-opérateurs.
En semaine, les programmes débutent à 6 h 30 (heure de Madrid) par la diffusion en direct du « Telediario Matinal » (journal télévisé), immédiatement suivi de La hora de La 1, un programme d'analyse de l'actualité présenté par Silvia Intxaurrondo. Les matinées sont consacrées à la découverte et au divertissement.
Les après-midi sont consacrés aux séries et telenovelas, au divertissement (diffusion en direct du magazine « Corazón » repris de La 1, mais aussi du jeu télévisé « Saber y Ganar »).
En début de soirée, la chaîne reprend en direct le magazine « Gente », suivi du journal télévisé du soir et des programmes du soir (films, sport, documentaires, débats ou variétés).

## Publicité
En 2002, sur La 1, le titre Porcelain de Moby annonce le jingle de publicité sur la chaîne.

## Canada
La chaîne est autorisée par le CRTC depuis le 15 juillet 2004. Elle est disponible chez la plupart des câblodistributeurs.